# تفجير مركز تطوع الشرطة في بغداد 8 آذار 2009
تفجير مركز تطوع الشرطة في بغداد هو هجوم انتحاري استهدف مركزاً للمتطوعين للانخراط في الشرطة العراقية في شارع فلسطين في بغداد في العراق يوم 8 آذار 2009 سقط على اثره 28 قتيل وجرح 57 آخرين معظم القتلى كانو من المجندين والآخرين كانوا من الضباط والمدنيين 